# (2330) Ontake
(2330) Ontake es un asteroide que forma parte del cinturón de asteroides y fue descubierto por Hiroki Kosai y Kiichiro Hurukawa desde el Observatorio Kiso del monte Ontake, Japón, el 18 de febrero de 1977.

## Designación y nombre
Ontake fue designado al principio como 1977 DS3.
Más adelante se nombró por el Ontake, un volcán japonés próximo al observatorio Kiso.

## Características orbitales
Ontake orbita a una distancia media de 3,179 ua del Sol, pudiendo alejarse hasta 3,302 ua y acercarse hasta 3,056 ua. Tiene una excentricidad de 0,03884 y una inclinación orbital de 8,665°. Emplea en completar una órbita alrededor del Sol 2070 días.